# São Domingos e Vale de Água
São Domingos e Vale de Água (oficialmente: União das Freguesias de São Domingos e Vale de Água) é uma freguesia portuguesa do município de Santiago do Cacém, com 205,89 km² de área e 1170 habitantes (censo de 2021). A sua densidade populacional é 5,7 hab./km².
A antiga freguesia de São Domingos, dotada de solos férteis, fica próximo da barragem de Fonte Serne. Para chegar a S. Domingos segue-se a Estrada Nacional 261. A ribeira de S. Domingos corre numa área muito extensa, até Alvalade, e constitui uma importante fonte de riqueza para as culturas de regadio. A sua várzea abrange uma área muito extensa onde se cultiva o arroz, tomate e milho. O seu topónimo deriva da devoção a S. Domingos, consequência da evangelização por frades dominicanos.

## História
Foi criada aquando da reorganização administrativa de 2012/2013,  resultando da agregação das antigas freguesias de São Domingos e Vale de Água.

## Demografia
A população registada nos censos foi:
| Distribuição da População por Grupos Etários | Distribuição da População por Grupos Etários | Distribuição da População por Grupos Etários | Distribuição da População por Grupos Etários | Distribuição da População por Grupos Etários | Distribuição da População por Grupos Etários |
| -------------------------------------------- | -------------------------------------------- | -------------------------------------------- | -------------------------------------------- | -------------------------------------------- | -------------------------------------------- |
| Antes da agregação                           |                                              |                                              |                                              |                                              |                                              |
| Ano                                          | 0-14 anos                                    | 15-24 anos                                   | 25-64 anos                                   | >= 65 anos                                   | Total                                        |
| 2001                                         | 198                                          | 205                                          | 845                                          | 532                                          | 1780                                         |
| 2011                                         | 155                                          | 108                                          | 748                                          | 458                                          | 1469                                         |
| Após a agregação                             |                                              |                                              |                                              |                                              |                                              |
| Ano                                          | 0-14 anos                                    | 15-24 anos                                   | 25-64 anos                                   | >= 65 anos                                   | Total                                        |
| 2021                                         | 105                                          | 83                                           | 540                                          | 442                                          | 1170                                         |